# Liste der Universitäten in Kuwait
Dies ist eine Liste der Universitäten und Hochschulen in Kuwait.
- Algonquin College – Kuwait (AC)[1]
- American International University – Kuwait (AIU)[2]
- American University of Kuwait (AUK)[3]
- American University of the Middle East (AUM)[4]
- American College of the Middle East (ACM)[5]
- Arab Open University (AOU)[6]
- Australian College of Kuwait (ACK)[7]
- Box Hill College – Kuwait (BHCK)[8]
- Gulf University for Science and Technology (GUST)[9]
- Kuwait College of Science and Technology (KCST)[10]
- Kuwait Maastricht Business School[11]
- Kuwait University (KU)[12]
- College of Aviation Technology (CAT)[13]
- The Public Authority for Applied Education and Training (PAAET)[14]